# Hypselocara
Hypselocara is een geslacht van spinnen uit de familie hangmatspinnen (Linyphiidae).

## Soorten
De volgende soorten zijn bij het geslacht ingedeeld:
- Hypselocara altissimum (Simon, 1894)